# Saint-Germain-la-Campagne
Saint-Germain-la-Campagne é uma comuna francesa na região administrativa da Normandia, no departamento de Eure. Estende-se por uma área de 22,03 km². Em 2010 a comuna tinha 898 habitantes (densidade: 40,8 hab./km²).